# 彭寧頓 (喬治亞州)
彭寧頓（英語：Pennington）是位於美國喬治亞州摩根縣的一個非建制地區。該地的面積和人口皆未知。

## 地理
彭寧頓的座標為33°27′12″N 83°30′18″W / 33.45333°N 83.50500°W，而該地的平均海拔高度為157米（即515英尺）。